# Prima classe (aviazione)
La Prima Classe (a volte definita anche Suite) è una classe di viaggio disponibile su molti aerei di linea di diverse compagnie aeree pensata per essere più lussuosa della business class, della premium economy e della classe economica. Originariamente, tutti gli aerei offrivano una sola classe di servizio (spesso equivalente alle odierne classe business e classe economica), con una seconda classe che apparve per la prima volta nel 1955, quando Trans World Airlines (TWA) introdusse due diverse tipologie di classi sui suoi Lockheed L-1049 Super Constellation.

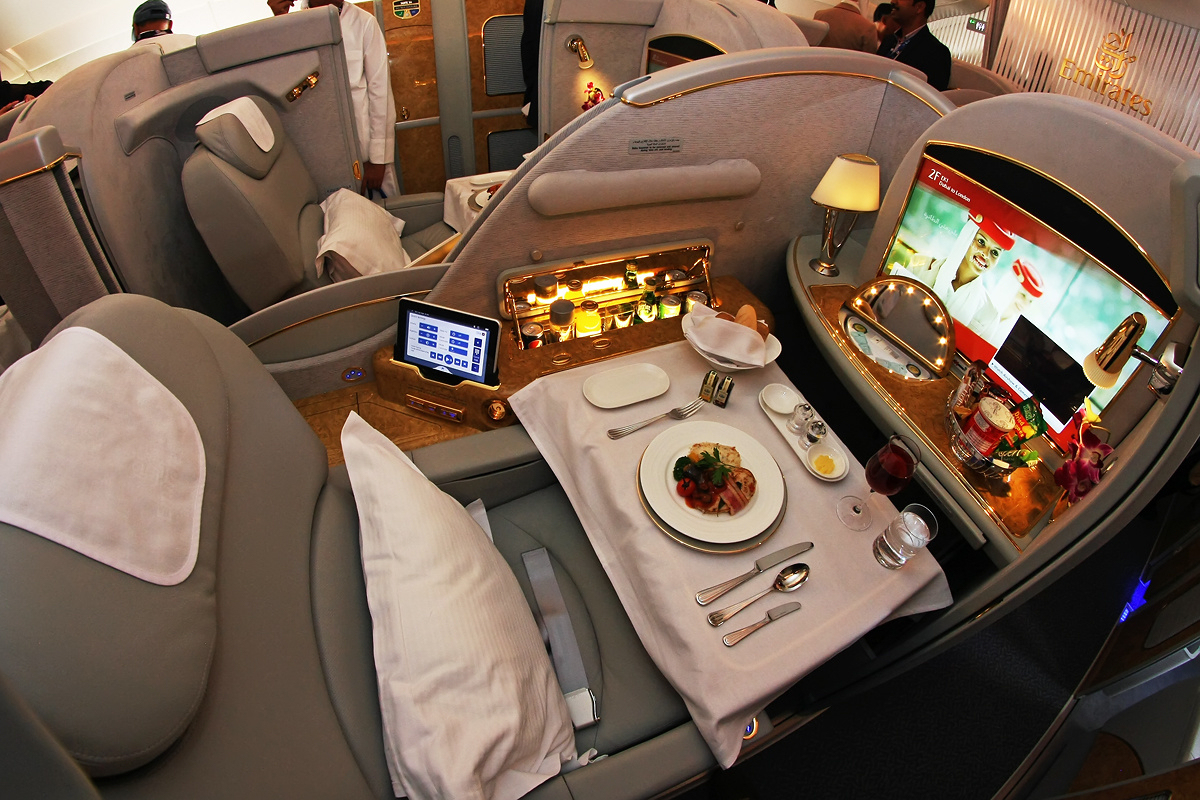
Una poltrona di prima classe su un Airbus A380-861 di Emirates.

Su un aereo di linea, la prima classe si riferisce solitamente a un numero limitato (raramente più di 10) di posti a sedere o cabine nella parte anteriore dell'aereo, che offrono più spazio e comfort, nonché un servizio migliore e una maggiore privacy. Nella maggior parte dei casi, la prima classe è la classe di viaggio più alta offerta, sebbene alcune compagnie aeree abbiano pubblicizzato alcuni loro nuovi prodotti come superiori alla prima classe o abbiano offerto la classe business come classe più alta. In passato, negli aerei di linea a elica la prima classe era spesso situata nella coda dell'aereo, lontana quindi dal rumore dei motori, mentre la prima classe negli aerei a reazione è normalmente posizionata vicino alla cabina di pilotaggio dell'aereo, spesso di fronte alla classe business o sul ponte superiore di alcuni aerei a fusoliera larga come il Boeing 747 e l'Airbus A380.

## Storia
Con l'aumento delle dimensioni degli aerei e della frequenza dei voli, le compagnie aeree iniziarono a capire che se avessero offerto tariffe più basse, avrebbero potuto imbarcare più passeggeri. Inizialmente, ciò fu ottenuto introducendo prezzi più bassi per l'aggiunta di scali lungo la rotta. All'epoca, i prezzi tariffari dei voli nazionali negli Stati Uniti erano regolamentati dal "Civil Aeronautics Board" (CAB), un'agenzia del governo federale degli Stati Uniti. D'altra parte, i prezzi tariffari dei voli internazionali erano controllati dall'International Air Transport Association (IATA). Inizialmente, il CAB consentiva l'applicazione di una sola tariffa per volo, ma dopo che l'IATA accettò la prima "tariffa turistica" nell'estate del 1952, il CAB modificò le sue regolamentazioni per consentire l'applicazione di più livelli tariffari, pur mantenendo un'unica cabina all'interno dell'aereo. Nel 1955, Trans World Airlines (TWA) divenne la prima compagnia al mondo ad introdurre servizi diversi in base alle tariffe, segnando l'inizio degli aerei configurati in due classi separate. La tariffa che offriva servizi migliori veniva chiamata "First Class", mentre l'altra era denominata "Coach Class" e aveva un servizio di minore qualità.

## Servizi offerti
Panoramica

La mappa di un Boeing 747-400 che mostra le posizioni delle diverse classi di viaggio all'interno dell'aereo, nonché la configurazione dei sedili.

Generalmente, le postazioni di prima classe includono un sedile molto largo completamente reclinabile, circondata da porte scorrevoli e divisori per garantire la privacy. I posti a sedere di prima classe sui voli internazionali hanno solitamente da 147 a 239 cm (58–94 pollici) di spazio tra il sedile frontale e da 48 a 89 cm (19–35 pollici) di larghezza, mentre sui voli domestici possono avere tra gli 86 e i 173 cm (34–68 pollici) di spazio tra i sedili e tra i 46 e i 56 cm (18–22 pollici) di larghezza. Su alcune compagnie aeree come Air France, la prima classe dispone di un sedile aggiuntivo che consente di far sedere un altro passeggero di fronte all'occupante della cabina, guardandosi faccia a faccia.

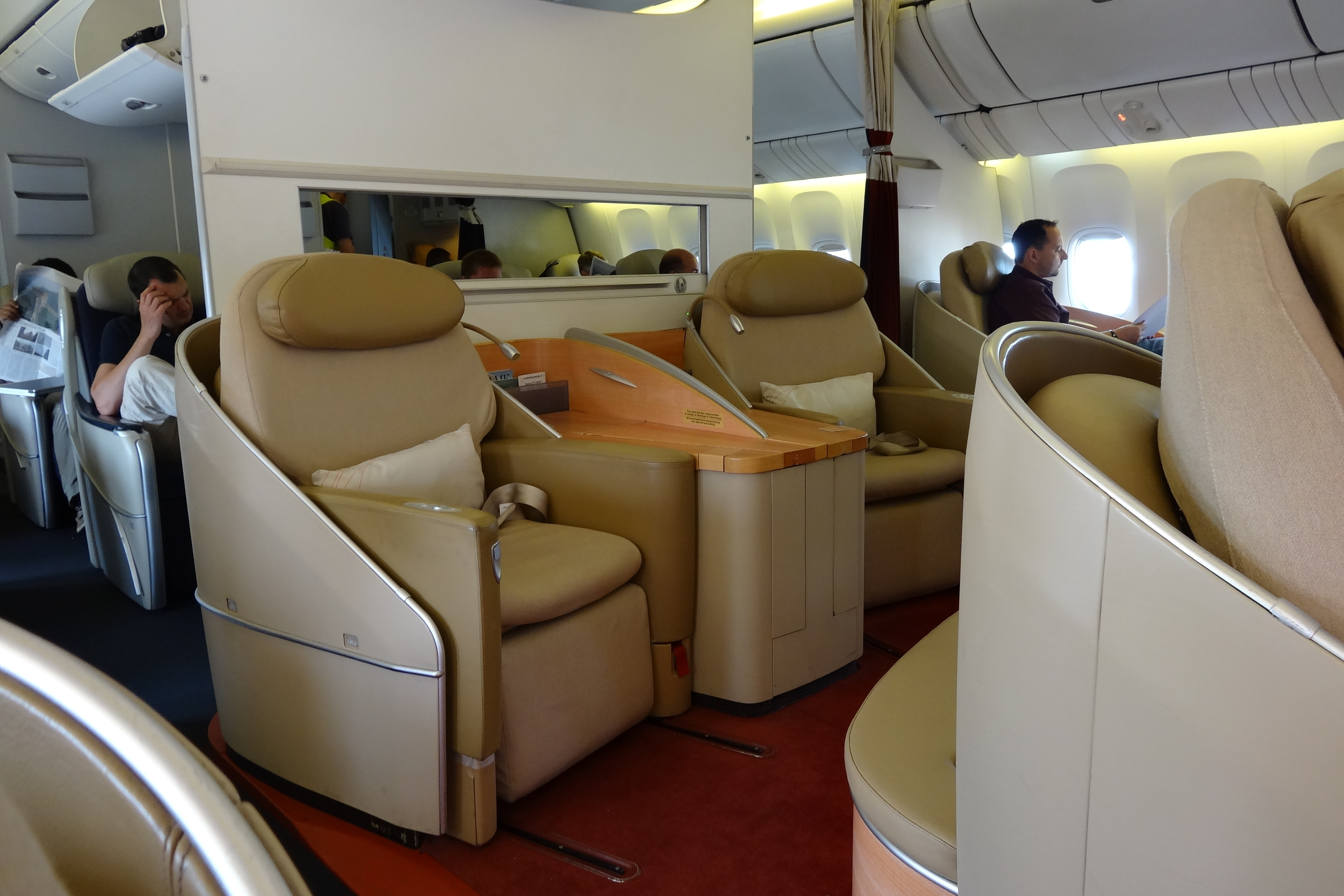
Una poltrona di prima classe su un Boeing 777-300ER di Air France, in basso a destra si può notare il sedile aggiuntivo sul quale il passeggero secondario può sedersi.

I passeggeri di prima classe hanno di solito almeno un bagno a loro uso esclusivo, anche più di uno sugli aerei a fusoliera larga. I passeggeri di classe business e classe economica non sono normalmente ammessi nella cabina di prima classe. Di solito, viene offerto anche dell'intrattenimento AVOD; sebbene film normali, programmi televisivi e giochi interattivi siano già forniti dall'infotainment installato di fronte al sedile. Soprattutto nelle rotte a lungo raggio, una postazione di prima classe può avere servizi simili a quelli di un hotel di lusso, come un minibar posizionato vicino al bracciolo del sedile e una lounge a bordo dell'aereo, come nel caso delle suite di prima classe di Emirates.
A partire dagli anni '90, si iniziò a sviluppare una tendenza per la quale molte compagnie aeree eliminarono i posti a sedere in prima classe migliorando la cabina di classe business. Questa scelta è tutt'ora popolare, infatti i nuovi sedili di classe business stanno introducendo caratteristiche precedentemente esclusive della prima classe, riducendo il divario tra i servizi a tal punto da rendere la prima classe non economicamente sostenibile. Inoltre, con la crisi finanziaria del 2007-2008, la maggior parte delle compagnie aeree ha rimosso la cabina di prima classe dai loro aerei a causa dei costi che quest'ultima richiedeva, in modo che la classe business potesse diventare la classe di viaggio più alta. Tuttavia alcune compagnie aeree come Garuda Indonesia, hanno optato per reintrodurre i posti a sedere di prima classe sui suoi nuovi aerei.
Le suite
Con il miglioramento dei sedili in classe business, alcune compagnie aeree stanno reintroducendo le postazioni di prima classe ribattezzandole "suite". Singapore Airlines è una di queste, ora infatti commercializza la classe di viaggio più alta sui suoi Airbus A380 come suite, utilizzando lo slogan "Una classe superiore alla prima". Il letto ha una lunghezza di 2 metri (78 pollici), è separato dal sedile ed è apribile dalla parete posteriore. Le alte porte scorrevoli e altri divisori garantiscono la privacy. Le suite situate al centro dell'aereo possono ospitare un letto matrimoniale dopo che il divisorio tra di esse venga retratto nel soffitto. Anche gli altri operatori dell'Airbus A380, come Emirates, offrono una suite di prima classe con caratteristiche simili, ma il letto e la poltrona sono uniti tra di loro: premendo un pulsante, la poltrona si trasforma in un letto in pochi secondi e viceversa. Nel 2014, Etihad Airways introdusse una suite chiamata "The Residence" sui suoi Airbus A380, allora appena aggiunti in flotta. The Residence comprende un letto matrimoniale con camera dedicata, un soggiorno e una doccia completamente attrezzata. Questo servizio sarebbe dovuto terminare nel 2021 a seguito della pandemia di COVID-19 che portò gli Airbus A380 ad essere ritirati dal servizio, ma con il loro ritorno in flotta nel 2023 la suite "The Residence" tornò operativa. In molti casi, tuttavia, sta diventando difficile distinguere i prodotti di classe business più recenti da ciò che è generalmente percepito come prima classe.
La prima classe sui voli domestici
In Europa
La prima classe era precedentemente disponibile sui voli con destinazioni europee di compagnie aeree come Air France, British Airways, Lufthansa e Swiss International Air Lines. I sedili della prima classe erano generalmente posizionati in una configurazione a 4 posti, simile all'attuale configurazione usata sui voli nazionali in Nord America, piuttosto che nella configurazione a 6 posti utilizzata per la classe economica e successivamente anche per la classe business.
Durante gli anni '80 la prima classe europea fu in gran parte eliminata, venendo sostituita da una configurazione a 6 posti su tutto l'aereo, con un numero variabile di sedili assegnati alla classe business (la cabina di classe business era spesso delimitata da un divisorio mobile, consentendo di aggiungere o diminuire i posti a sedere). Ciò consentì una maggiore flessibilità per le compagnie aeree, consentendo loro di assegnare diverse quantità di posti in classe business a seconda della rotta. Turkish Airlines è una delle poche compagnie aeree europee che offre ancora una configurazione a 4 posti nelle sue cabine premium sui voli intra-europei, ma vengono venduti come posti di classe business piuttosto che di prima classe. La stessa situazione si verifica in Russia a bordo dei voli domestici di Aeroflot e a bordo dei voli a corto raggio di El Al da Israele all'Europa.
In Nord America

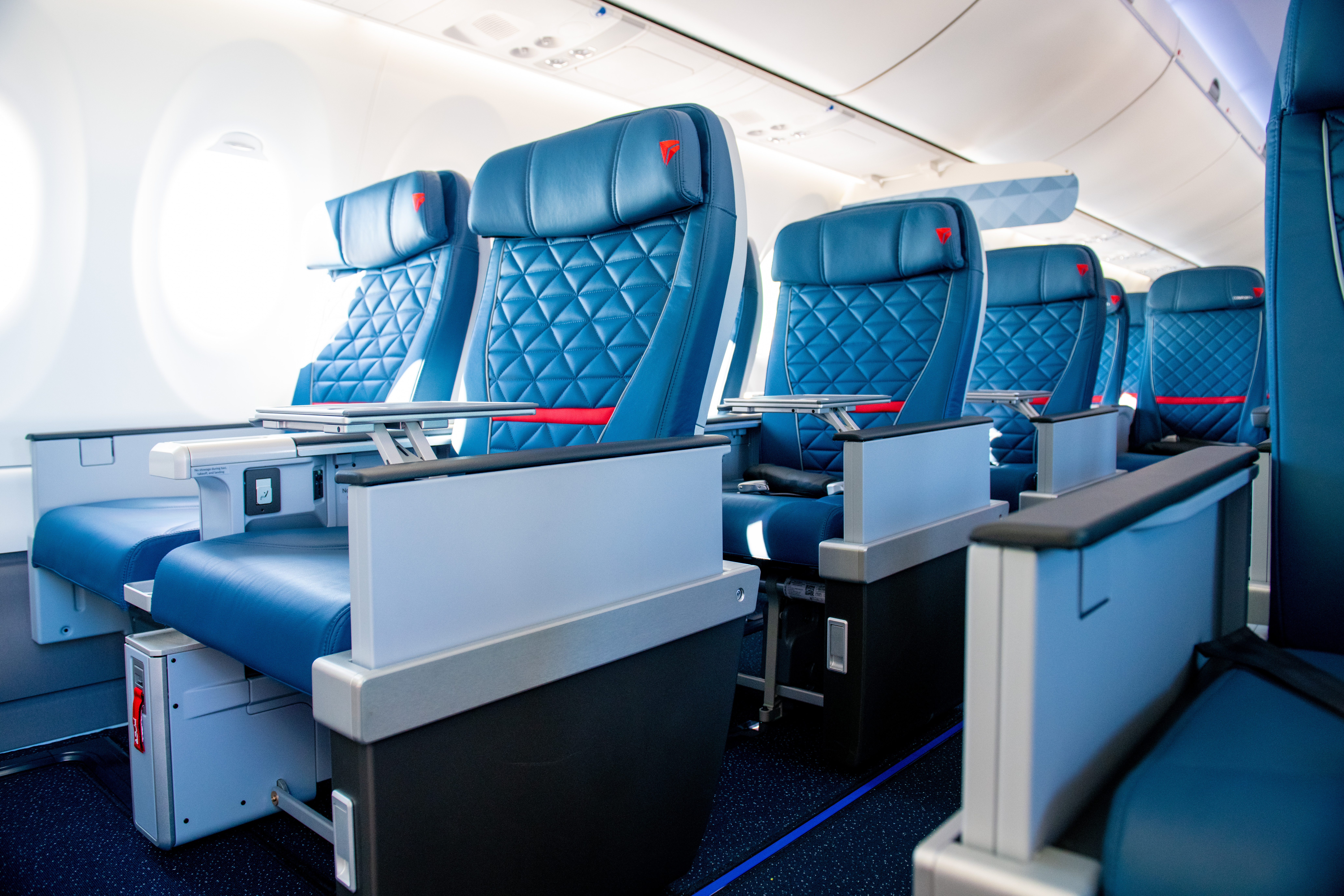
I sedili di prima classe nazionale su un Airbus A220 di Delta Air Lines.

Sulla maggior parte dei voli interni negli Stati Uniti (inclusa l'Alaska ma non le Hawaii) e verso Canada, Messico e Caraibi, quella che nel resto del mondo è normalmente considerata una classe business dedicata ai voli regionali, negli Stati Uniti viene chiamata "prima classe nazionale". Il servizio è generalmente di poco inferiore alla classe business utilizzata sui voli a lungo raggio. I voli verso i territori statunitensi dell'Oceano Pacifico occidentale (Guam e Isole Marianne Settentrionali) e talvolta anche le Hawaii sono considerati voli internazionali e generalmente offrono la classe business dedicata al lungo raggio.
Tuttavia, il termine "prima classe nazionale" ha due significati molto diversi su alcune rotte transcontinentali tra New York e la California. Delta Air Lines, American Airlines, United Airlines e JetBlue Airways gestiscono un servizio speciale sui voli tra l'Aeroporto Internazionale John F. Kennedy e l'Aeroporto Internazionale di San Francisco o l'Aeroporto Internazionale di Los Angeles, noti rispettivamente come "Delta Transcontinental Service", "American flagship service", "United p.s." (p.s. sta per "premium service") e "Mint". Delta e United utilizzano dei Boeing 757-200 appositamente configurati mentre American e JetBlue utilizzano degli Airbus A321-200. Nel caso di American Airlines, la prima classe è in realtà composta da tre cabine, diversa dalla prima classe a due cabine sia in termini di comfort che di prezzo (come ad esempio le poltrone completamente reclinabili della prima classe). In questi casi, la classe business nazionale è leggermente superiore alla prima classe nazionale a due cabine. D'altra parte, la prima classe a tre cabine è più una vera prima classe piuttosto che una classe business rinominata. Su JetBlue, tuttavia, la prima classe è disponibile solo sui voli transcontinentali e consiste in delle mini-suite o sedili completamente reclinabili.
Le compagnie aeree a basso costo statunitensi (come Southwest e Frontier) non hanno cabine di prima classe, optando invece per una configurazione esclusivamente di classe economica, anche se negli aerei si trovano alcune file selezionate di sedili che presentano dello spazio extra per le gambe (come i posti a sedere accanto alle uscite di emergenza) disponibili a pagamento.

## Ulteriori vantaggi

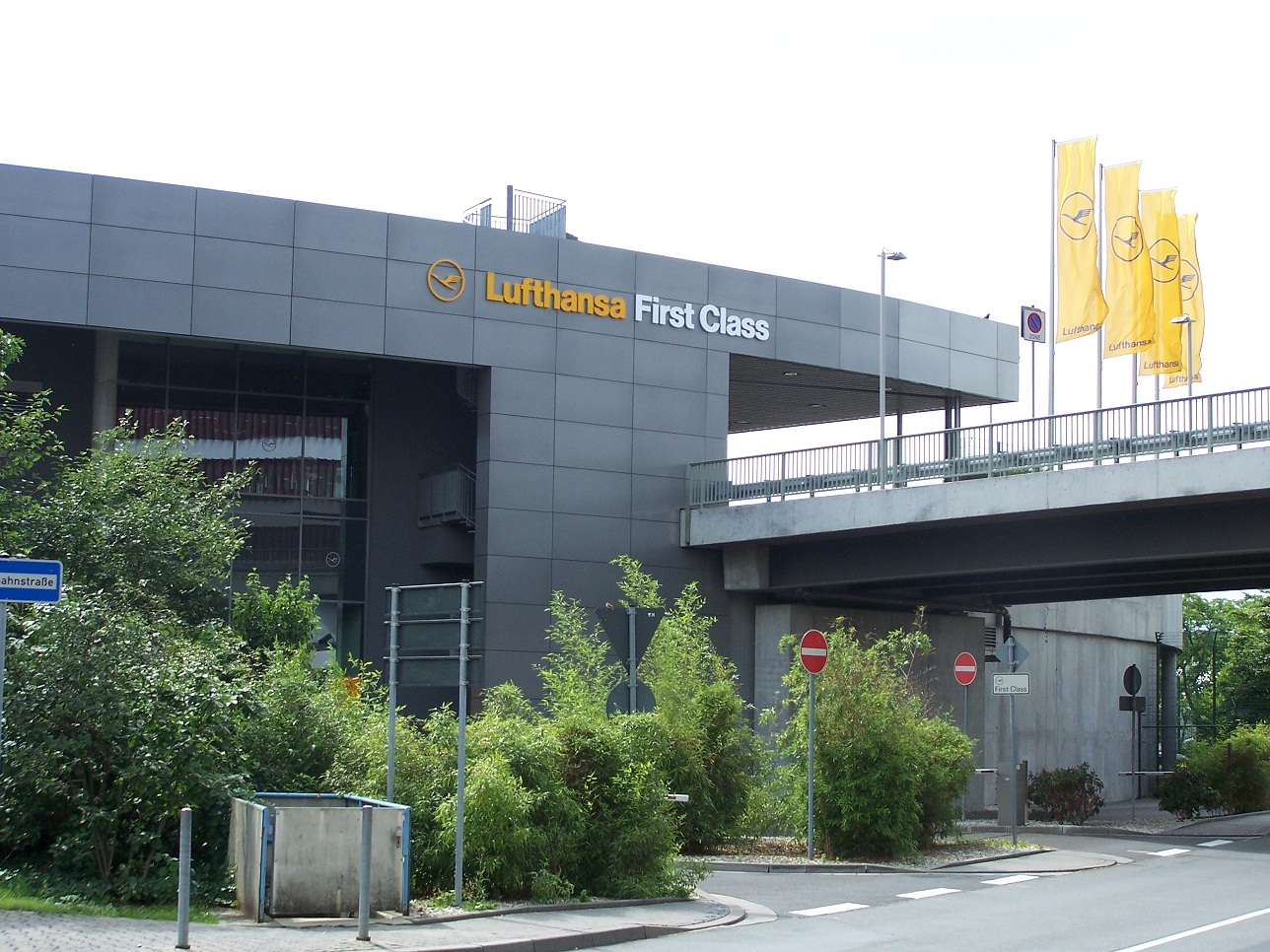
Il terminal aeroportuale dedicato ai passeggeri di prima classe che volano con Lufthansa all'Aeroporto di Francoforte sul Meno.

A terra, i passeggeri di prima classe di solito hanno a disposizione aree di check-in e controlli di sicurezza dedicati in aeroporto. Alcune compagnie aeree gestiscono terminal aeroportuali privati e/o offrono ai passeggeri di prima classe un servizio taxi gratuito verso l'aeroporto. Molte compagnie aeree dispongono anche di lounge aeroportuali separate per i passeggeri di classe business e per quelli di prima classe (queste ultime offrono servizi più lussuosi). Questi passeggeri possono spesso imbarcarsi prima degli altri, a volte attraverso un manicotto d'imbarco dedicato.
Le bevande alcoliche e analcoliche sono gratuite e i pasti gourmet sono solitamente accompagnati con una scelta di vini, dessert e aperitivi. Spesso questi piatti sono stati ideati da chef di fama internazionale e vengono serviti su tovaglie di lino bianco e con posate in acciaio.

## Prezzi
Storicamente, i viaggi aerei in prima classe sono stati da sempre molto costosi. Le tariffe per i voli a lungo raggio in prima classe superano regolarmente i 10.000 dollari a persona per un volo di andata e ritorno intercontinentale a lungo raggio, in confronto ai biglietti di classe business con costi variabili da 4.000 a 5.000 dollari e dai 300 ai 2.000 dollari in classe economica. Con l'avvento dei programmi frequent flyer, tuttavia, i passeggeri hanno potuto ottenere un cambio posto in prima classe nonostante i loro biglietti di classe business o economica grazie all'iscrizione a programmi frequent flyer d'élite e alle politiche di alcune compagnie aeree che consentono ai passeggeri non destinati alla prima classe di sfruttare offerte last-minute in base alla disponibilità dei posti a sedere in prima classe.

## Utilizzatori attuali
Questa lista elenca tutte le compagnie aeree che hanno alcuni o tutti i loro aeromobili a fusoliera larga dotati di una cabina di prima classe, escludendo i prodotti pubblicizzati come "Prima Classe Nazionale", presenti principalmente negli Stati Uniti:
Africa
- TAAG Angola Airlines[13][14]

America del Nord
- American Airlines[15] (verrà gradualmente dismessa)[16]

Asia
- Air China[17][18]
- Air India[19][20]
- All Nippon Airways[21][22]
- Cathay Pacific[23]
- China Eastern Airlines[24]
- Garuda Indonesia[25]
- Japan Airlines[26][27]
- Korean Air[28][29][30][31]
- Singapore Airlines[32][33]
- Starlux Airlines[34]
- Thai Airways International[35]
- XiamenAir[36]

Europa
- Air France[37]
- British Airways[38][39][40][41][42]
- Lufthansa[43][44][45]
- Swiss International Air Lines[46][47][48][49]

Medio Oriente
- Emirates[50][51]
- Etihad Airways[52][53][54]
- Kuwait Airways[55]
- Qatar Airways[56][57]
- Saudia[58]

Oceania
- Qantas[59]

## Ex utilizzatori
Negli ultimi decenni, diverse compagnie aeree hanno deciso di dismettere le loro cabine di prima classe per vari motivi:
- Air New Zealand; la cabina di prima classe era precedentemente disponibile sui Boeing 747-400, ma è stata dismessa tra il 2006 e il 2007[60] con l'introduzione della classe economica premium e delle suite con poltrona completamente reclinabile in classe business. Quest'ultima è chiamata "Business Premier" ed è tutt'ora la classe di viaggio più alta.
- Asiana Airlines; la cabina di prima classe era presente sugli Airbus A380, sui Boeing 747-400 e su alcuni Boeing 777-200ER. Le postazioni di prima classe erano disponibili come suite completamente chiuse (venivano chiamate "First Suite" ed erano disponibili sugli Airbus A380 e sui Boeing 777-200ER) o come poltrone completamente reclinabili in stile suite aperta (la vecchia prima classe sui Boeing 747-400). Tra il 2016 e il 2018, la prima classe è stata rimossa dai Boeing 777-200ER a favore di un maggior numero di posti a sedere in classe business e classe economica. Nell'aprile 2019, il "Kumho Asiana Group" iniziò a entrare in una crisi finanziaria e annunciò la vendita di Asiana Airlines. A causa di questa crisi, fu inoltre annunciato che Asiana Airlines avrebbe dismesso la prima classe su tutti gli aeromobili rimanenti entro la fine di settembre 2019 in modo da salvare la compagnia aerea dal fallimento, favorendo nuovi posti in classe business e classe economica premium.[61]
- Cathay Dragon; la Prima Classe era disponibile su alcuni Airbus A330.[62] I sedili erano simili a quelli della classe business dedicata ai voli a lungo raggio di Cathay Pacific, con una disposizione a spina di pesce invertita. Cathay Dragon cessò le operazioni nell'ottobre 2020, a causa del processo di ristrutturazione effettuato da Cathay Pacific,[63] successivamente tutti gli Airbus A330 di Cathay Dragon furono trasferiti a Cathay Pacific e tutti gli Airbus A330 ex Cathay Dragon con prima classe furono riconfigurati in una disposizione a due classi con solo cabine di classe business e classe economica, per avere gli stessi servizi degli Airbus A330 configurati per i voli regionali di Cathay Pacific.
- China Airlines; la prima classe era precedentemente disponibile sui Boeing 747-400, venne sostituita con l'introduzione della classe economica premium e della classe business sui Boeing 777-300ER. Attualmente la classe business viene chiamata "Premium Business Class" ed è la classe di viaggio più elevata. La prima classe è stata eliminata del tutto nel febbraio 2021, in seguito al ritiro dei Boeing 747-400 dalla flotta di China Airlines.

- China Southern Airlines; la prima classe era precedentemente disponibile su alcuni Airbus A330, sugli Airbus A380, sui Boeing 777-300ER e sui Boeing 787-8. la prima classe di China Southern Airlines è stata dismessa nel 2022, in concomitanza con il ritiro dalla flotta degli Airbus A380 e il riammodernamento dei suoi Airbus A330, Boeing 777-300ER e Boeing 787-8, dotandoli una nuova configurazione a tre classi, che includono solo le nuove cabine di classe business, classe economica premium e classe economica. Di conseguenza, la classe business è ora la classe di servizio più elevata a bordo degli aerei di China Southern Airlines.[64]
- El Al; la prima classe era precedentemente offerta sui Boeing 747 e Boeing 777.[65] El Al ritirò la sua flotta di Boeing 747 nel 2019,[66] e sta riadattando i suoi Boeing 777 in una nuova configurazione simile alla sua flotta di Boeing 787.[67] Le postazioni di prima classe sono state rimosse dai Boeing 777 che sono stati riconfigurati con le nuove cabine, ora sono commercializzati e gestiti come parte della classe business.[68] Di conseguenza, la classe business è ora la classe di servizio più alta sui velivoli di El Al.
- Jet Airways; la prima classe era disponibile a bordo di tutti gli aerei Boeing 777-300ER, ma ne è stata annunciata la dismissione nel 2017 per motivi di riduzione dei costi,[69] dopodiché la compagnia aerea fallì nel 2019.[70]
- Malaysia Airlines; veniva chiamata "Business Suite Class" (precedentemente nota come "First Class").
- Oman Air; veniva chiamata "Business Studio" (precedentemente nota come "First Class").[71]
- Philippine Airlines; le cabine di prima classe, che venivano chiamate "Maharlika Class", sono state dismesse a metà degli anni 2000. Nella seconda metà del 2006, Philippine Airlines annunciò un progetto di riconfigurazione delle cabine dei suoi Boeing 747-400 e Airbus A340-300. La compagnia aerea spese 85,7 milioni di dollari per rimuovere tutti i posti a sedere di prima classe e aumentare il numero di quelli di classe business e classe economica. Inoltre, aggiunse degli schermi per l'infotainment in entrambe le classi di viaggio.
- South African Airways; la cabina dedicata alla prima classe venne dismessa nel 2001, ma la prima classe rimase ancora disponibile sui Boeing 747-400 fino al suo ritiro tra il 2007 e il 2010. Fino al 1997, la prima classe era nota come "Blue Diamond Class".
- LATAM Airlines Brasil; la prima classe è stata disponibile sui Boeing 777-300ER fino al 2014.[72]
- Transaero; veniva chiamata "Imperial Class" (a bordo di alcuni Boeing 737, Boeing 747 e su tutti i Boeing 777).
- Turkish Airlines; le suite di prima classe erano precedentemente disponibili sui Boeing 777. Sono state progressivamente rimosse da settembre 2011 in seguito all'introduzione della classe economica premium e dei nuovi sedili di classe business.[73]
- United Airlines; la prima classe di United Airlines utilizzata per i voli a lungo raggio era composta da poltrone completamente reclinabili ed era disponibile su tutti i Boeing 747-400, su alcuni Boeing 767-300ER e su alcuni Boeing 777-200ER. La prima classe fu chiamata "Global First" (successivamente "Polaris First"). La prima classe iniziò ad essere gradualmente eliminata nel 2017, quando United Airlines ritirò tutti i suoi Boeing 747-400.[74] United Airlines interruppe tutti i servizi di prima classe a marzo 2018, sebbene le postazioni di prima classe rimasero su alcuni Boeing 767-300ER e su alcuni Boeing 777-200ER, venduti come "Polaris Business" fino al 2020, quando furono tutti riconfigurati con le stesse cabine che avevano debuttato a bordo dei Boeing 777-300ER e dei Boeing 787-10.
- US Airways; la prima classe consisteva in sei suite con poltrone completamente reclinabili in prima fila sull'Airbus A330-300. La prima classe fu dismessa come classe di viaggio separata nel 2002, sebbene le postazioni rimasero disponibili fino al rinnovamento della flotta di Airbus A330-300. Ogni passeggero poteva prenotare un sedile "Envoy Sleeper" in prima fila pagando un supplemento al momento della prenotazione, o gratuitamente al momento del check-in se i posti erano disponibili.